# 废都物语
《废都物语》是由日本开发者枯草章吉使用RPG Maker 2000制作的一部免费角色扮演电脑游戏。在2008年12月24日公開發佈初版ver1.00，之後經過修改bug等，目前最終版本是2009年7月7日發行的ver.1.21版。

## 概要
故事舞台是在正統的中世紀歐風奇幻世界的某個地方，遊戲活動及探索區域主要是在主人公居住的城鎮，和地下超乎預料的廣闊遺跡。遺跡（地下城迷宮）的探索方式參考了Gamebook和TRPG等，和其他RPG相比是充滿迥異風格的系統，特別是在文字敘述的比重相當高。迷宮內的謎題與種類相當多，有許多不解出謎語就無法進入的場地。
本作具有高自由度，除了主人公有許多出身設定可以選擇外，遊戲當中一個謎題通常會有暗示提供許多解決方法。某些狀況下，本應成為夥伴的角色也可能反過來被主人公殺掉，而後展開劇情直落而下的發展。
BGM在初期階段是使用RTP內的素材，之後用品質較好的免費音樂素材替換。敵人戰鬥圖使用了一部份的RTP素材，但更多的是作者自繪的圖，尤其是文字敘述時穿插遊戲畫面的插圖，可以感受到像是兒童讀本裡獨特的繪本畫風。
本作除了引用作者製作這款遊戲前、自製的獨特系統TRPG「大河物語」玩法之外，也繼承不少當時「大河物語」的世界觀設定。
《廢都物語》在2009年5月1日獲得ふりーむ第4回遊戲大賽最優秀賞，也在同年得到窓の杜大賞2009後補作品的推薦名額。

## 故事源起
故事是發生在涅斯公國的邊境、大河畔的小城鎮──霍爾姆。
在這裡生活的主人公，某天不知被什麼吸引踏入森林中，而那裡有個從未見過的遼闊洞窟。感到那地方正強烈呼喚自己的主人公，找了鎮裡的朋友妮露、帕里斯和拉邦協助探索洞窟。
只見那洞窟的深處遍佈未知的怪物，而在地底湖發現突兀、像是紀念碑的四角錐構造人工建物。卻有個戰士模樣的死駭現身發出警語：「不能看……不能碰……想揭露過去的人都得死……」隨即攻擊主人公一行人。擊倒後，主人公回去城鎮休息，當晚大量怪物從洞窟竄出襲擊城鎮。主人公與夥伴們打倒了像是領頭的怪鳥，但怪鳥在死前留下不詳的預言。
霍爾姆的作物歉收、家畜異變、河水變得紅濁、鎮上有人染上不治怪病，怪鳥的預言一一中的，並蔓延到其他地方。涅斯公國發覺起因全來自那洞窟底下的廣闊古代遺跡，發出巨額獎金給除去異變的人。於是霍爾姆鎮開始聚集了來自各地各色的冒險者。
探索沉眠的神秘遺跡，故事就此開始。

## 評價
在概要中提到ふりーむ遊戲比賽中有著「遊戲演出如同實際冒險的感覺」「不論是選擇主人公的出身、自行組織隊伍，自由度貼近玩家對遊玩遊戲的期待」像這樣的評語，還有「遊戲設計相當有『趣味性』」等高度評價。
窓の杜的專欄「週末ゲーム」，評論本作是「細緻的情景描寫、以及高自由度的行動是最大的特徵」的遊戲作品，有著這樣的評語「在遊戲當中，很常有需要輸入暗號的謎題、還有需要迴避頭上陷阱等場面，體驗成功解謎的成就感是值得推薦的地方」，還有「高完成度的劇情文字也是本作的魅力」、「借鑑各式各樣的神話跟民間故事，但將其處理地更符合現實的類型之下，有著具影響力的內容」及其他「作品重要的骨幹──角色扮演方面做得很棒」「作為現今國產RPG，確實地將該有的要素包含在內」等。
官網專欄的「名作圖書館」的評語中，有「呈現高自由度的作品」、「成為夥伴的角色們實際上有著豐富個性」、「營造綿密的世界觀設定」，還有「每張場景圖畫充分引領該場景的氛圍」等評價。
而Crowdrive Games是以「富含有魅力的精練細節設定」如此介紹遊戲作品。其中給予：「厚實的世界觀，來自為這部作品添色的壓倒性文字量」、「整部作品瀰散著民俗學跟民間傳說的氣氛」如此的評價。